# Stanisław Machowski (1894–1940)
Stanisław Machowski (ur. 22 sierpnia 1894 w m. Wyżne, pow. rzeszowski, zm. 16–19 kwietnia 1940 w Katyniu) – porucznik rezerwy piechoty Wojska Polskiego, kawaler Orderu Virtuti Militari, ofiara zbrodni katyńskiej.

## Życiorys
Syn Jędrzeja i Marii z domu Banaś. Ukończył szkołę ludową w Czudcu. W latach 1912–1914 należał do Związku Strzeleckiego w Rzeszowie, gdzie w czerwcu 1914 ukończył Cesarsko-Królewskie Gimnazjum i zdał egzamin dojrzałości. 21 sierpnia 1914 otrzymał przydział do 3. kompanii w VI baonie I Brygady. Przeszedł cały szlak wojenny 1 pułku piechoty Legionów, m.in. walczył pod Kostiuchnówką i Krzywopłotami, gdzie 18 listopada 1914 został ranny w nogę, a na leczenie wysłano go do szpitala w Kętach. Gdy wyzdrowiał, przydzielono go do 2. kompanii VI baonu. W 1915 walczył m.in. nad Nidą, pod Jastkowem i Kamionką Strumiłową, awansując na stopień kaprala, a następnie 21 kwietnia 1916 na stopień sierżanta. W lipcu 1917, po kryzysie przysięgowym, został odesłany do twierdzy Przemyśl, gdzie zachorował i przebywał w Szpitalu Garnizonowym nr 3. 20 września wysłano go na front włoski i wcielono do 56 p.p. armii austriackiej. Przebywał tam do maja 1918. 9 grudniu 1918 został przyjęty do Wojska Polskiego w stopniu starszego sierżanta i przydzielony do 1. pułku piechoty ziemi rzeszowskiej, który później został przemianowany na 17 pułk piechoty. W tym czasie był instruktorem w Podoficerskiej Szkole Piechoty w Jabłonnie-Legionowie. 15 lipca 1919, jako podoficer byłego 1 pp LP został mianowany z dniem 1 czerwca 1919 podporucznikiem w piechocie. W kampanii 1920 dowodził plutonem strzelców i wykazał się odwagą oraz męstwem w walkach odwrotowych znad Berezyny. Po zakończeniu wojny polsko-bolszewickiej, na własną prośbę 18 października 1921 przeszedł do rezerwy. W 1922 posiadał przydział w rezerwie do 17 pułku piechoty w Rzeszowie. 

17 maja 1922 odznaczono go orderem wojskowym „Virtuti Militari” V klasy, a we wniosku o jego nadanie, który został poparty przez płk Edwarda Rydza-Śmigłego, czytamy m.in.:

Szczególnie odznaczył się w bitwie pod Kuklami. Kpr. Machowski ze swoją sekcją łączył na prawo z linią austriacką. Po rozwinięciu się do ataku Austriacy zostali w tyle, co spowodowało, że jego sekcja stała się zabezpieczeniem prawego skrzydła baonu. Pozycje rosyjskie były tak dobrze zamaskowane, że do ostatniej chwili nic nie było wiadomo o nieprzyjacielu, zwłaszcza że był już zmrok. Kpr. Machowski wśród silnego ognia wpadł na okopy rosyjskie, które w tym miejscu tworzyły wysunięte kolano w stronę naszych linii i spotkał się oko w oko z nieprzyjacielem. Nie stracił jednak przytomności, lecz z okrzykiem „hurra" uderzył ze swoją sekcją na obsadę rosyjską. Wprawił ją w popłoch i zajął wysuniętą pozycję. W czasie całej akcji stracił trzech rannych ludzi. Jego okrzyki i atak zorientował całą linię i pozwolił jeszcze na czas wyrównać odpowiednio do linii nieprzyjaciela i uchronić się przed niespodziewanym zetknięciem.

8 stycznia 1924 został zatwierdzony w stopniu porucznika ze starszeństwem 1 czerwca 1919 i 2740. lokatą w korpusie oficerów piechoty. Posiadał wówczas przydział w rezerwie do 35 pułku piechoty w Łukowie. W czasie wakacji w 1930 uczestniczył w ćwiczeniach wojskowych rezerwy.
W okresie międzywojennym pracował jako nauczyciel szkół powszechnych. W 1923 został kierownikiem szkoły powszechnej w Kopinie. W latach 1927–1933 był kierownikiem szkoły powszechnej w Kolanie, a następnie został zatrudniony na równorzędnym stanowisku w nowo otwartej szkole powszechnej w Międzyrzeczu Podlaskim. Zajmował się także działalnością społeczną, m.in. opiekował się I Drużyną Harcerską im. Romualda Traugutta, wygłaszał odczyty w lokalnym Uniwersytecie Ludowym, pisał artykuły w dwutygodniku społeczno-oświatowym „Głos Powiatu Radzyńskiego" oraz był członkiem Oddziału Powiatowego Związku Nauczycielstwa Polskiego. 1 sierpnia 1936 przeprowadził się do Lublina, gdzie został nauczycielem w szkole powszechnej nr 18 im. Jana Długosza. W tym też czasie działał w Lubelskim Oddziale Związku Legionistów Polskich.
W sierpniu 1939 został zmobilizowany do 8 pułku piechoty Legionów, gdzie przydzielono go do 22. kompanii ckm plot., której zadaniem była obrona przeciwlotnicza Lublina. W czasie kampanii wrześniowej, po agresji ZSRR na Polskę, 21 lub 22 września 1939 dostał się do niewoli sowieckiej pod Werbą koło Włodzimierza Wołyńskiego. Początkowo, krótko – był przetrzymywany w obozie przejściowym w Szepietówce, a następnie do kwietnia 1940 przebywał w obozie jenieckim w Kozielsku, skąd wysłał list do rodziny, który otrzymali w końcu grudniu 1939. Między 15 a 17 kwietnia 1940 przekazano go do dyspozycji naczelnika Zarządu NKWD Obwodu Smoleńskiego – lista wywózkowa 032/2 z 14 kwietnia 1940, pozycja 72. Został zamordowany między 16 a 19 kwietnia 1940 w Katyniu przez funkcjonariuszy Obwodowego Zarządu NKWD w Smoleńsku oraz pracowników NKWD przybyłych z Moskwy na mocy decyzji Biura Politycznego KC WKP(b) z 5 marca 1940. Ofiary tej zbrodni grzebano w bezimiennych mogiłach zbiorowych, gdzie od 28 lipca 2000 mieści się oficjalnie Polski Cmentarz Wojenny w Katyniu. W miejscu tym prowadzone były ekshumacje i prace archeologiczne. W 1943 prawdopodobnie zidentyfikowano go podczas ekshumacji nadzorowanych przez Niemców, pod numerem 3124 – raport dzienny z 25 maja 1943. Przy badanych szczątkach znaleziono dwie wizytówki na nazwisko „Stanisław Machowski”. Na liście Komisji Technicznej PCK pod numerem 03124 wskazany, jako nierozpoznany – porucznik. 
Był żonaty i miał dwoje dzieci: Stanisława Marjana (ur. 22 października 1922) oraz Danutę Krystynę (ur. 1925). 
5 października 2007 minister obrony narodowej Aleksander Szczygło mianował go pośmiertnie na stopień kapitana. Awans został ogłoszony 9 listopada 2007 w Warszawie, w trakcie uroczystości „Katyń Pamiętamy – Uczcijmy Pamięć Bohaterów”.

## Ordery i odznaczenia
- Krzyż Srebrny Orderu Wojskowego Virtuti Militari nr 7154 – 17 maja 1922[9][14][1][2][29][5]
- Krzyż Niepodległości – 7 lipca 1931 „za pracę w dziele odzyskania niepodległości”[30][14][4][5]
- Odznaka „Za wierną służbę” nr 913 – 6 sierpień 1916[31][3]
- Srebrny Medal Waleczności (Austro-Węgry) – 2 kwietnia 1917[3]

## Upamiętnienie
18 kwietnia 2010 w Szkole Podstawowej im. Amelii hr. Łubieńskiej w Kolanie, odsłonięto pamiątkową tablicę poświęconą Stanisławowi Machowskiemu – Kierownikowi Szkoły Powszechnej w Kolanie w latach 1927–1933.
W latach 2010 oraz 2022 w ramach akcji „Katyń... pamiętamy” / „Katyń... Ocalić od zapomnienia”, w zespole pałacowo–parkowym w Kolanie oraz przy Szkole Podstawowej w Gęsi, na terenie gminy Jabłoń, zostały zasadzone Dęby Pamięci, z których jeden honoruje Stanisława Machowskiego.